# Templo de Regina (Saskatchewan)
El Templo de Regina, Canadá es uno de los templos construidos y operados por La Iglesia de Jesucristo de los Santos de los Últimos Días, el número 65 construido por la iglesia y el cuarto construido en Canadá, ubicado en las afueras de la ciudad de Regina, muy cerca de la Universidad de Regina al suroeste de la provincia de Saskatchewan. La dedicación del templo en Regina coincidió con la dedicación de otro templo en Canadá, el templo de Halifax, la primera vez en la historia de la iglesia SUD que dos templos se dedican el mismo día. 
El templo de Montreal fue construido de granito gris claro, con un diseño moderno de un solo pináculo, tiene un total de 990 metros cuadrados de construcción, cuenta con dos salones para las ordenanzas SUD y dos salones de sellamientos matrimoniales.

## Historia
El primer converso restauracionista en la provincia de Saskatcewan fue bautizado en 1923 en la comunidad de Moose Jaw. Los primeros misioneros SUD llegaron a Regina en 1925 y la primera congregación fue organizada en 1934. La primera capilla fue construida luego en 1939.

## Anuncio
En la Conferencia General en octubre de 1998, la Primera Presidencia de la iglesia SUD anunció los planes de construir un nuevo templo en Canadá. Durante esa conferencia fueron anunciados la más larga lista de templos nuevos con el fin de completar la meta del entonces presidente de la iglesia Gordon B. Hinckley de tener construidos 100 templos alrededor del mundo para fines del año 2000. El templo de Regina fue el décimo templo construido con esas especificaciones de menores proporciones.
Seguido el anuncio público, la iglesia en ese país buscó un terreno adecuado, escogiéndose un antigo galpón donde se exhibían vehículos para su subasta. La construcción del templo comenzó un año después el 14 de noviembre de 1998 con una ceremonia de la primera palada presidida por las autoridades generales de esa región.

## Construcción
La semana entre la casa abierta y la dedicación, los albañiles trabajaron día y noche para finalizar el exterior del templo y los jardines. Debido a los retrasos causados por una huelga de camioneros, los materiales necesarios no llegaron sino unos días antes de lo anticipado. El acabado de granito se estaba frizando 24-horas al día hasta la noche anterior a la dedicación. A las 8:00 de la mañana del sábado antes de la dedicación, un grupo combinado de más de 100 misioneros, miembros jóvenes y adultos tendieron 18.000 metros cuadrados de césped, sembraron árboles, y alzaron la roca de granito con el nombre del templo con resultados satisfactorios en términos de tiempo y de calidad.

## Dedicación
El templo SUD de la ciudad de Regina fue dedicado para sus actividades eclesiásticas en tres sesiones, el 14 de noviembre de 1999, por Boyd K. Packer. Anterior a ello, y por solo una semana del 4 al 5 de noviembre de ese mismo año, la iglesia permitió un recorrido público de las instalaciones y del interior del templo al que asistieron más de 8.400 visitantes. Unos 2.000 miembros de la iglesia e invitados asistieron a la ceremonia de dedicación, que incluye una oración dedicatoria.
Por primera vez en la historia de la iglesia SUD, dos templos fueron dedicados en el mismo día: los templos de Halifax y el templo de Regina. Por ser en estados cercanos, el entonces presidente de la iglesia SUD Gordon B. Hinckley tenía pautado dedicar ambos templos. Sin embargo el avión donde viajaba Hinckley tenía desperfectos mecánicos que no fueron arreglados en tiempo para el despegue asignado, se retrasó la dedicación del templo de Hailfax, pautado el día anterior al de la dedicación del templo de Regina. Hinckley envió a Boyd K. Packer, uno de los miembros del Quórum de los Doce Apóstoles, a dedicar el templo de Regina, haciendo que el templo de Regina fuese el primer templo desde 1888 dedicado por una autoridad general de la iglesia SUD que no pertenecía a la Primera Presidencia. Lorenzo Snow dedicó el templo de Manti en 1888 antes de que fuese llamado a la Primera Presidencia de su época.
Además de Saskatchewan, al templo, por su cercanía a las comunidades, también asisten miembros provenientes de Manitoba.